# Rhodostrophia suavis
Rhodostrophia suavis är en fjärilsart som beskrevs av Caradja 1931. Rhodostrophia suavis ingår i släktet Rhodostrophia och familjen mätare. Inga underarter finns listade.